# Abraxas aberdoniensis
Abraxas aberdoniensis är en fjärilsart som beskrevs av Rayner 1923. Abraxas aberdoniensis ingår i släktet Abraxas och familjen mätare. Inga underarter finns listade i Catalogue of Life.